# 阿根廷海军
阿根廷海军（西班牙語：Armada de la República Argentina），全称阿根廷共和国海军，是阿根廷武装部队中的海军。舰艇名以ARA作为前缀。
阿根廷海军主要由4个分部组成：海上舰队，海军陆战队，海军航空兵和潜艇部队。它由海军总参谋部指挥，向阿根廷国防部报告。阿根廷武装部队的总司令为国家总统。

## 编制
阿根廷海军受阿根廷国防部领导，由国家总统担任武装部队总司令。海军总参谋部负责领导和管理阿根廷海军的机构，其总部位于布宜诺斯艾利斯的自由大厦。贝尔格拉诺海军基地是阿根廷海军的主基地，毗邻蓬塔阿尔塔，它也是训练和入伍司令部所在。
在训练和入伍司令部下，阿根廷海军拥有4个作战司令部和3个海军区，分别为：
- 海上舰队司令部（COFM）
- 海军陆战队司令部（IMARA）
- 海军航空司令部（COAN）
- 潜艇部队司令部（COFS），目前阿根廷暂无可运行的潜艇。
- 南部海军区（ANAU），负责大火地岛、比格尔海峡、阿根廷南极属地。
- 大西洋海军区（ANAT），负责从桑博龙邦湾的圣安东尼奥角到里瓦达维亚海军准将城一线。
- 河域军区（ANFL），负责河流和水道。

## 海上舰队
阿根廷海上舰队司令部下辖：驱逐舰师（4艘布朗海军上将级），护卫舰师，两栖和后勤司令部。此外还配有舰队海军陆战队和舰上航空大队。

### 驱护舰艇
在阿根廷海军中，将“布朗海军上将级”标记为驱逐舰（destructore），但其配置和国际上通常认定的巡防舰（frigate）类似。
| 级别                              | 照片         | 产地          | 舰名 | 排水量   | 备注                       |        |
| 驱逐舰                            | 驱逐舰       | 驱逐舰        | 驱逐舰 | 驱逐舰   | 驱逐舰                     | 驱逐舰 |
| --------------------------------- | ------------ | ------------- | --- | -------- | -------------------------- | ------ |
| 布朗海军上将级驱逐舰 （MEKO 360） | ARA Sarandi  | 德国          | 布朗海军上将号（D-10） 阿根廷号（D-11） 萨兰迪号（D-13）                                                     | 3,600 吨 |                            |        |
| 护卫舰                            |              |               | |          |                            |        |
| 埃斯波拉级护卫舰 （MEKO 140）     | ARA Robinson | 德国 · 阿根廷 | 埃斯波拉号（P-41） 罗萨莱斯号（P-42） 斯皮罗号（P-43） 帕科号（P-44） 鲁滨逊号（P-45） 戈麦斯-罗卡号（P-46） | 1,790 吨 | 德国设计 阿根廷建造        |        |
| 近海巡逻舰                        |              |               | |          |                            |        |
| 追风级护卫舰 （OPV 90）           |              | 法國          | Bouchard (P-51) Piedrabuena (P-52) Almirante Storni (P-53) Bartolomé Cordero (P-54)                          | 1,650 吨 | [ 9 ] [ 10 ] [ 11 ] [ 12 ] |        |

### 支援船隻
| 级别     | 照片 | 产地   | 舰名                                                    | 排水量    | 备注 |
| -------- | ---- | ------ | ------------------------------------------------------- | --------- | ---- |
| 南海岸级 |      | 阿根廷 | 比格尔海峡号（B-3） 圣布拉斯湾号（B-4） 合恩角号（B-5） | 10,894 吨 | 货船 |

### 已除役或被擊沉舰艇
按照舰艇类型列出了阿根廷海军历史上已经除役或被擊沉的大型船只，包括航母、战列舰等等：
| 级别                 | 照片           | 舰名                                          | 入役年份 | 除役或擊沉年份 |
| 航空母舰             | 航空母舰       | 航空母舰                                      | 航空母舰 | 航空母舰       |
| -------------------- | -------------- | --------------------------------------------- | -------- | -------------- |
| 巨像級               |                | 独立号航空母艦（V-1）5月25日號航空母艦（V-2） | 19591969 | 19701993       |
| 战列舰               |                |                                               |          |                |
| 铁甲舰               |                | 布朗海军上将号                                | 1881     | 1932           |
| 自由级岸防舰         |                | 自由号独立号                                  | 18921893 | 1946           |
| 里瓦达维亚级战列舰   |                | 里瓦达维亚号莫雷诺号                          | 1915     | 1957           |
| 驅逐艦               |                |                                               |          |                |
| 42型導彈驅逐艦       |                | 大力神號導彈驅逐艦                            | 1976     | 2024           |
| 42型導彈驅逐艦       |                | 聖三一號導彈驅逐艦                            | 1980     | 2004           |
| 布朗海軍上將級驅逐艦 |                | 海倫娜號驅逐艦                                | 1983     | 2024           |
| 護衛艦               |                |                                               |          |                |
| A-69型護衛艦         |                | 德魯蒙德號護衛艦                              | 1978     | 2024           |
| A-69型護衛艦         | 格里科號護衛艦 |                                               | 1978     | 2024           |
| A-69型護衛艦         |                | 格倫維爾號護衛艦                              | 1981     | 2024           |
| 巡洋舰               |                |                                               |          |                |
| 布鲁克林级轻巡洋舰   |                | 貝爾格拉諾將軍號巡洋艦                        | 1951     | 1982           |

## 阿根廷海軍航空兵

### 历史

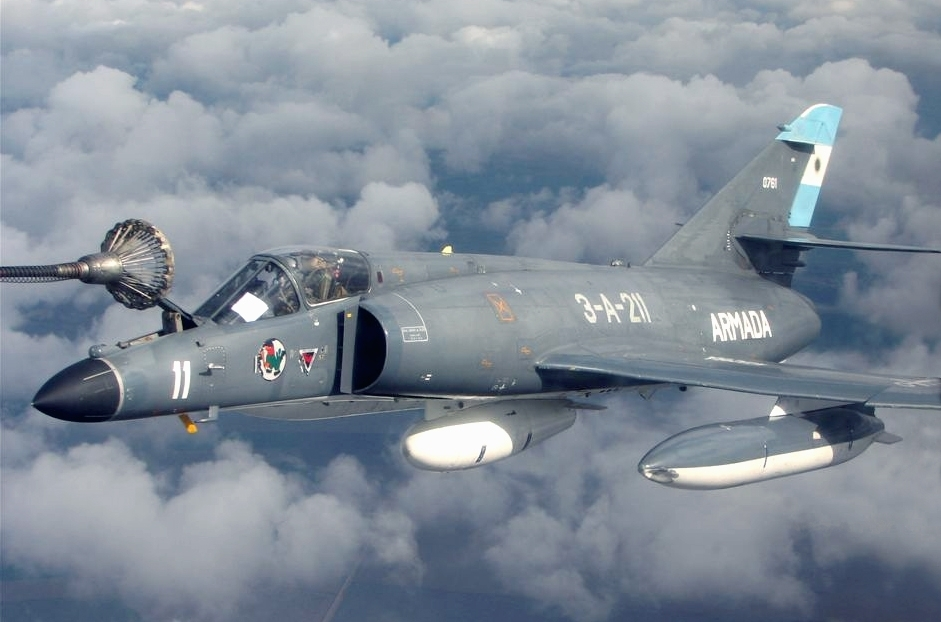
超级军旗在进行空中加油

1916年2月11日，阿根廷海军航空兵建立。1949年，建立了直升机中队。1955年6月，参加了旨在推翻胡安·裴隆总统的未遂政变，参加了五月广场的轰炸，并攻击了阿根廷总统府和陆军总部解放者大厦。1959年6月8日，海航一架T-6德州佬式教练机进行了在海军独立号航母上的首次降落。1962年，两架海军航空兵C-47运输机降落在南极点。
阿根廷海军航空兵参与了1962-1963年阿根廷军队内部派别武装斗争。1963年4月2日，Punta Indio航空基地起飞的海航飞机攻击了陆军第8坦克骑兵团。次日，阿根廷空军轰炸了Punta Indio航空基地，随后陆军占领了属于海军航空兵的Punta Indio基地。其还参与了肮脏战争，并参与执行了臭名昭著的死亡飞行。
海军航空兵参与了马岛战争，组建了海军航空第80特遣部队。特遣部队共装备有各式飞机60架，从巴塔哥尼亚的航空基地和5月25日号航空母舰起飞执行任务。其超级军旗携带飞鱼导弹击沉了英国皇家海军谢菲尔德号导弹驱逐舰和大西洋号运输船，其A-4天鹰式攻击机参与了击沉热心号巡防舰及高雲地利號導彈驅逐艦的行动。马岛战争期间，共4名海军飞行员丧生，14架海军飞机因各种原因损失。阿根廷是唯一个在海湾战争中派遣军舰的南美国家，海军航空兵的云雀III型直升机和运输机参与了行动，1998年，阿根廷取得了美国主要非北约盟友的地位。

### 现役
目前阿根廷海军航空兵下辖3个航空队，分别为：

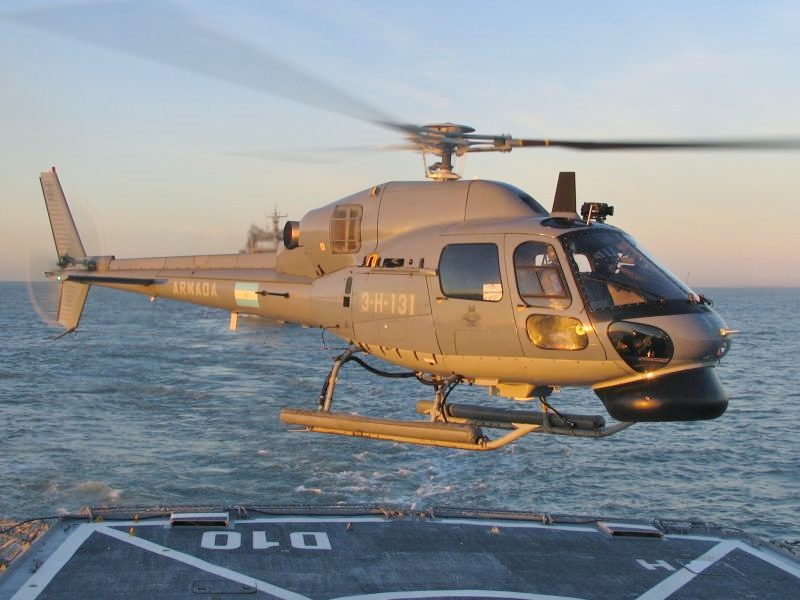
布朗海军上将号上的空客Fennec直升机

- 海军第1航空队（FAE1），使用位于拉普拉塔附近的Punta Indio航空基地
- 海军第2航空队（FAE2），使用位于布兰卡港附近的Espora航空基地
- 海军第3航空队（FAE3），使用位于特雷利乌附近的Marcos A. Zar航空基地

阿根廷海军航空兵装备有TC-12休伦运输机、S-2搜索者巡逻机、P-3B猎户座海上巡逻机、比奇空中国王B200、PC-6、T-34教练机等固定翼飞机。
此外还拥有SH-3海王直升机、空客直升机AS550/555（Fennec）、以及阿根廷自制的无人机。

## 海军陆战队

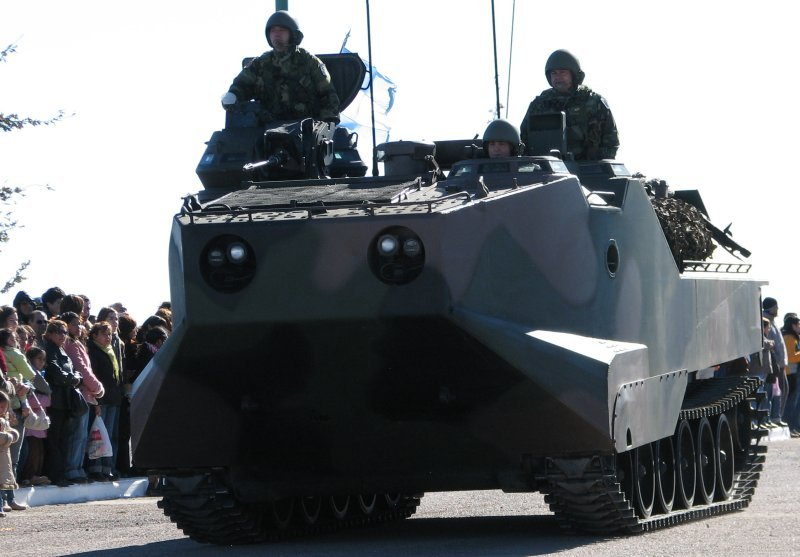
阿根廷海军陆战队的LVTP-7两栖战车

1879年，海军陆战队建立。1955年6月，参加了旨在推翻胡安·裴隆总统的未遂政变，当时海军陆战队第4营试图进攻阿根廷总统府，但被忠于政府的部队击退。次日胡安·裴隆下令解散海军陆战队司令部。海军陆战队于1969年重建。
阿根廷海军陆战队中的主要作战单位有：
- 舰队海军陆战队（FAIF），其对海上舰队司令部（COFM）负责，由原海军陆战队第1旅和两栖支援部队合并而成。
- 南方海军陆战队（FAIA），其对南部海军区（ANAU）负责，下辖两个营和一个支队。
- 海军陆战队第3营（BIM3），其对河域军区（ANFL）负责，专门从事大型河流和三角洲的两栖作战。

阿根廷海军陆战队拥有ERC-90 Sagaie轮式步兵战车、LVTP-7两栖战车、Panhard装甲运兵车（喷水推进版）等装甲车辆。此外还拥有轻型多用途车、卡车、榴弹炮、充气艇和汽艇等大型装备。

## 潜艇部队
阿根廷潜艇以阿根廷省份命名，名称以"S"开头。总部位于马德普拉塔海军基地。

### 历史
1927年，阿根廷与意大利造船厂签订了3艘潜艇建造合同。首艘潜艇于1933年抵达阿根廷，潜艇部队正式成立。按照潜艇接收批次，阿根廷潜艇部队自建立起拥有如下潜艇：
- 批次一：圣菲号（Santa Fe S-1），圣地亚哥号（Santiago del Estero S-2），萨尔塔号（Salta S-3）。意大利造，其中首艇于1933年接收。
- 批次二：圣菲号（S-11），圣地亚哥号（S-12）。美国巴劳鱵级潜艇二手转移，其中首艇于1960年接收。
- 批次三：圣菲号（S-21），圣地亚哥号（S-22）。美国巴劳鱵级潜艇二手转移，其中首艇于1971年接收。圣菲号（S-21）在马岛战争中被英军俘获并凿沉。
- 批次四：萨尔塔号（S-31），圣路易斯号（San Luis S-32）。西德和阿根廷共同建造的209级潜艇，其中首艇于1974年接收。圣路易斯号（S-32）参加了马岛战争并在英国的反潜作战中幸存下来，其曾迫使英国皇家海军放弃了两架在海上抛锚的韦斯特兰海王直升机（英语：Westland Sea King）。[39][40]
- 批次五：圣克鲁斯号（Santa Cruz S-41），圣胡安号（San Juan S-42）。西德造TR-1700级潜艇（英语：TR-1700-class submarine），其中首艇于1984年接收。圣胡安号（S-42）2017年遇到海难沉没。[41][42]圣菲号（S-43）、圣地亚哥号（S-44）未建成，拆毁。

近年来阿根廷潜艇部队缺乏维护和训练。截至2020年，除圣胡安号沉没外，所有潜艇均无法使用。
| 级别               | 照片 | 产地 | 舰名               | 排水量   | 备注                       |
| ------------------ | ---- | ---- | ------------------ | -------- | -------------------------- |
| TR-1700级          |      | 德国 | 圣克鲁斯号（S-41） | 2,264 吨 | 到2020年已不运作           |
| TR-1700级          |      | 德国 | 聖胡安號潛艇       | 2,264 吨 | 2017年11月15日發生海難沉沒 |
| 萨尔塔级 （209级） |      | 德国 | 萨尔塔号（S-31）   | 1,248 吨 | 到2020年已不运作           |